# General Pico
General Pico is een plaats in het Argentijnse bestuurlijke gebied Maracó in de provincie La Pampa. De plaats telt 53.352 inwoners en is daarmee de tweede grootste van de provincie, na Santa Rosa.
De grond is er zeer vruchtbaar, landbouw en veeteelt zijn er belangrijk.
De spoorverbinding tussen het westen en het zuiden van het land was de belangrijkste reden voor de lokalisatie van deze stad, die door de toenmalige gouverneur van La Pampa, generaal Eduardo Gustavo Pico, werd gesticht.